# Composición genética de Ecuador
A lo largo de los últimos años se han hecho varios estudios acerca de la composición genética de los ecuatorianos lo que ha permitido determinar el origen genético del mestizaje en Ecuador. Estos estudios han sido realizados por varias universidades internacionales y equipos de investigación idependientes como son la Universidad de Cornel o la Universidad de Brasilia y que han sido publicados en revistas científicas como DNA Tribes, Science Direct, PLoS Genetics, Research Gate, American Journal of Biology, Nature, entre otros. Si se toma en cuenta un promedio de la casi decena de estudios realizados, la composición genética de los ecuatorianos es de 53.8% de origen amerindio, 38.3% de origen europeo y 7.4% de origen africano.

## Listado de estudios

### Introducción a la composición genética
En concreto existen publicados casi una decena de estudios en donde se descompone el origen genético en las categorías de Europeo, Amerindio, Africano, Arábigo y Asiático. Esta descomposición puede variar dependiendo del estudio y los grupos en los que se descompone en general no coinciden con los grupos etnográficos que existen oficialmente en los censos de Ecuador debido a que los montuvios son una cultura pero dentro de los censos oficiales son contados como si fueran un grupo etnográfico más, debido a razones históricas en Ecuador. Los montubios en estos estudios de descomposición genética serían tomados en cuenta dentro de los grupos de mestizos, en las investigaciones que se enfocaron en el campo de la región costa de este país. Además de la descomposición en estos cinco grupos, algunos estudios crean muestras que segmentan entre Europeo, Amerindio, Africano, Arábigo y Asiático para determinar las variaciones entre grupos y de esta manera no agrupar todo dentro de "ecuatoriano promedio" sino poder distinguir entre regiones y apegarse más a la realidad de este país.

### Lista de los principales estudios
Se presenta a continuación una lista de los estudios realizados hasta el momento:
| Amerindio | Europeo | Africano | Arábigo | Asiático | Estudio | Año  | Fuente                                    |
| --------- | ------- | -------- | ------- | -------- | --- | ---- | ----------------------------------------- |
| 64,6 %    | 31,0 %  | 4,4 %    | —       | —        | O impacto das migrações na constituição genética de populações latino-americanas                                                                    | 2008 | Universidad de Brasilia                   |
| 53,9 %    | 38,8 %  | 7,3 %    | —       | —        | Genome-wide patterns of population structure and admixture among Hispanic/Latino populations                                                        | 2009 | Universidad de Cornell                    |
| 49,1 %    | 36,8 %  | 6,1 %    | 4,7 %   | —        | DNA Tribes SNP Admixture Results by Population | 2012 | DNA Tribes                                |
| 56,0 %    | 39,5 %  | 4,5 %    | —       | —        | Admixture and genetic relationships of Mexican Mestizos regarding Latin American and Caribbean populations based on 13 CODIS-STRs                   | 2015 | Journal HOMO of Comparative Human Biology |
| 50,1 %    | 40,8 %  | 6,8 %    | —       | 2,3 %    | Genomic Insights into the Ancestry and Demographic History of South America                                                                         | 2015 | PLoS Genetics                             |
| 52,0 %    | 42,0 %  | 6,0 %    | —       | —        | Admixture in the Américas: Regional and National Differences                                                                                        | 2016 | Research Gate                             |
| 47,1 %    | 38,3 %  | 14,6 %   | —       | —        | A Study of the Molecular Variants Associated with Lactase Persistencein Different Ecuadorian Ethnic Group                                           | 2016 | American Journal of Biology               |
| 59,6 %    | 28,8 %  | 11,6 %   | —       | —        | The three-hybrid genetic composition of an Ecuadorian population using AIMs-InDels compared with autosomes, mitochondrial DNA and Y chromosome data | 2019 | Nature                                    |

### La ascendencia genética paterna

Regiones agrupadas por provincias. Los gráficos circulares muestran las proporciones de ascendencia continental inferida de los perfiles del cromosoma Y.

La principal diferencia entre los Y-STRs y el ADN mitocondrial (mtDNA) radica en cómo se heredan y, por lo tanto, qué linaje específico rastrean. Los Y-STRs son marcadores genéticos ubicados en el cromosoma Y, que se transmite exclusivamente de padre a hijo. Esto significa que solo los hombres poseen un cromosoma Y, y este ADN permite trazar la línea paterna directa, revelando la ascendencia del padre, del padre de su padre, y así sucesivamente. En contraste, el mtDNA es un tipo de ADN que se encuentra en las mitocondrias (orgánulos celulares), y se hereda exclusivamente de la madre a todos sus hijos, tanto hombres como mujeres. Por lo tanto, el mtDNA permite rastrear la línea materna directa, informando sobre la ascendencia de la madre, de la madre de su madre, y así sucesivamente, ofreciendo una perspectiva complementaria a la del cromosoma Y sobre los movimientos y composiciones de las poblaciones a lo largo de la historia.
Por estas razón, para comprender mejor el mestizaje en Ecuador, un estudio analizó los STRs del cromosoma Y (Y-STRs) en una muestra de 415 hombres ecuatorianos, representando las tres principales regiones continentales del país: la Amazonía, los Andes y la costa del Pacífico. Este enfoque genético permite rastrear la línea paterna directa, ofreciendo una visión de las contribuciones históricas a la ascendencia masculina. Los hallazgos revelaron una alta diversidad genética en las tres regiones estudiadas. Aunque las estadísticas tradicionales de estratificación poblacional mostraron niveles bajos a moderados de diferenciación entre los grupos geográficos, la inferencia estadística de la ascendencia a partir de los Y-STRs expuso patrones claros de variación. La ascendencia mayoritaria en los hombres ecuatorianos resultó ser europea (61%), seguida de un componente amerindio (34%). La ascendencia africana (5%) se encontró en una proporción menor, concentrada principalmente en el noroeste del país.

### Diferencias en los linajes mitocondriales entre la Amazonía y la Sierra
En la publicación "Mitochondrial diversity in Amerindian Kichwa and Mestizo populations from Ecuador" de los investigadores Baeta et.al., se describe a los ecuatorianos como una mezcla de tres grupos: Mestizos, Amerindios y afrodescendientes. Al comparar la diversidad entre el grupo Kichwa amazónico con el mestizo serrano, se encuentran diferencias significativas en las frecuencias haplotípicas de los dos grupos. Es decir que los dos se componen de linajes mitocondriales de procedencia nativa americana sin embargo tienen diferencias:
1. En las personas pertenecientes al grupo Kichwa amazónico el sublinaje A2p es el más frecuente (49,23%), seguido por el D1f (40%), C (7,69%) y B (3,08%).
2. Por otro lado, en los mestizos serranos el haplogrupo A2 y el B (B4B y B2h) comparten una frecuencia del 33,33%, el D1f un 21,43%, el C1b en un 9,52%, y el D4h3a en un 2,38%.

El ADN mitocondrial es útil porque se hereda directamente de la madre, lo que permite a los investigadores rastrear los linajes maternos. Aunque ambos grupos tienen linajes mitocondriales de origen nativo americano, existen diferencias significativas en las frecuencias específicas de estos linajes (conocidos como haplogrupos y sublinajes). Las proporciones específicas de los diferentes linajes maternos nativo americanos (A, B, C, D) varían notablemente entre ellos. Esto sugiere que diferentes historias, movimientos poblacionales o patrones de mestizaje han moldeado la diversidad genética de estos dos grupos ecuatorianos a lo largo del tiempo.

### Estudios con AIM-InDels autosómicos
A diferencia de los estudios centrados únicamente en el cromosoma Y (heredado del padre) o el ADN mitocondrial (mtDNA, heredado de la madre), que solo reflejan una línea de ascendencia uniparental, se han realizado además estudios de los marcadores AIM-InDels autosómicos. Los marcadores autosómicos se heredan de ambos padres y a lo largo de todas las generaciones, lo que permite reconstruir la historia de mezcla de un individuo o población de manera más holística. Esto es crucial en poblaciones como la ecuatoriana, ya que las contribuciones genéticas pueden variar significativamente entre linajes maternos y paternos (debido a la historia del mestizaje). Tomando esto en cuenta un estudio de 240 ecuatorianos que se basó en esta metodología indica que el mestizaje de un ecuatoriano en promedio presenta una contribución de:
- Amerindios (hasta el 51%)
- Europeos (hasta el 33%)
- Africanos (hasta el 13%)

### Estudios con marcadores autosómicos basados en SNP
Los estudios que utilizaron marcadores autosómicos basados en SNPs (que reflejan la ascendencia de ambos padres) para analizar la población Mestiza de Ecuador muestran de manera consistente una ascendencia mixta de Amerindia, Europea y una menor proporción Africana, aunque con variaciones en las proporciones exactas. En "Genomic Insights into the Ancestry and Demographic History of South America" (PLoS Genetics), utilizó datos genómicos de SNPs de genoma completo (genome-wide SNP data) de 437 individuos mestizos de 5 países de Sudamérica, incluyendo Ecuador, para explorar la estructura de la población y la historia demográfica. Los resultados para los mestizos de este estudio indican una composición de ascendencia con aproximadamente 50,1% amerindia, 40,8% europea, 6,8% africana y 2.3% asiática.
Por otro lado, "Genome-wide patterns of population structure and admixture among Hispanic/Latino populations", analizó patrones de variación de SNPs y haplotipos en el genoma completo de 100 individuos con ascendencia de varios países hispano/latinos, incluyendo Ecuador. Los hallazgos de este estudio muestran una mezcla de aproximadamente 53.9% amerindia, 38.8% europea y 7% africana. Este estudio también encontró una evidencia significativa de sesgo sexual en las proporciones de mezcla, consistente con una contribución desproporcionada de la ascendencia masculina europea y la ascendencia femenina amerindia a las poblaciones actuales.
Ambos estudios, basados en datos de SNPs de genoma completo, ofrecen una imagen consistente para los mestizos en Ecuador: una mezcla equilibrada donde la ascendencia amerindia y europea son las componentes principales, cada una contribuyendo alrededor del 50% y 40% respectivamente, con una presencia minoritaria pero constante de ascendencia africana.

En "Genome-wide patterns of population structure and admixture among Hispanic/Latino populations" se realiza una comparación entre México, Ecuador, Colombia, Puerto Rico y República Dominicana. Aquí se presentan los resultados siendo cada individuo una barra distinta donde existen tres colores que simbolizan la ancestría europea amerindia y africana. Esto a su vez se subdivide entre los estudios realizados de la ancestría del cromosoma X, ancestría cromosómica en general y ancestría autosómica.

Ancestria comparada entre Mexico Ecuador Colombia Puerto Rico y Republica Dominicana. Se puede ver en los resultados para Ecuador que existe mayor cercanía a la ancestría encontrada en México, presentando resultados menos extremos.

1. En el primer caso los estudios que se enfocan en el cromosoma X buscan rastrar la línea materna y obtener información más detallada sobre poblaciones ancestrales, especialmente en grupos donde hubo una migración significativa impulsada por mujeres.
2. En segundo lugar la ancestría cromosómica permite tener una imagen más completa del ADN de la persona y su ascendencia ya que incluye tanto el cromosoma X e Y, lo que describe la historia de las poblaciones, los patrones migratorios y las relaciones genéticas entre grupos.
3. Por último la ancestría autosómica incluye los 22 pares de cromosomas que no son sexuales lo que permite tener una diea de la mezcla de material genético de ambas familias. El análisis de ancestría autosómica revela la ascendencia reciente, la mezcla de diferentes poblaciones (admezcla) y la diversidad genética dentro de una población.

## Relevancia de los estudios
La relevancia de estos estudios de genética en la población de Ecuador no reemplazan la etnografía de Ecuador que incluye componentes culturales y de autoidentificación. El principal objetivo del mapeo de la base genética ancestral está en el estudio de origen y evolución antropológica y biológica, así como para la prevención de enfermedades hereditarias en la población que se concentran en personas en específico dependiendo de su ancestría.